# Wambrook
Wambrook est une paroisse civile et un village du Somerset, en Angleterre.